# Equação de Clapeyron
A equação de Clapeyron é uma expressão matemática que relaciona grandezas como pressão (P), volume (V), temperatura (T) e o número de partículas (n) que compõem um gás perfeito ou ideal.
A fórmula da equação de Clapeyron é:
PV = n R T em que:
P = Pressão
V = Volume
n = quantidade de substância
R = constante ideal de gases
T = Temperatura
A Fórmula
Confira a seguir a fórmula acima que é conhecida como equação de Clapeyron:
n – número de mols (mol)
R – constante universal dos gases ideais (R = 0,082 atm.l/mol.K ou 8,314 J.mol/K)
Analisando a equação de Clapeyron, é possível perceber que a pressão exercida pelos gases ideais é diretamente proporcional à temperatura e também ao número de mols. Além disso, a pressão é inversamente proporcional ao volume ocupado pelo gás."
Veja mais sobre "A Equação de Clapeyron" em: https://brasilescola.uol.com.br/fisica/a-equacao-clapeyron.htm (fonte)